# Federico Escofet
Federico Escofet Alsina o catalanizando su nombre oficial, Frederic Escofet i Alsina (Barcelona, 12 de julio de 1898 - ídem, 27 de marzo de 1987), fue un militar español. Tuvo una intervención destacada en la insurrección de la Generalidad de Cataluña en octubre de 1934 (por la que fue condenado a muerte, conmutada después la pena por la de reclusión perpetua); y, posteriormente, durante la Guerra Civil en apoyo de la República.

## Biografía
Tras finalizar los estudios de primaria y secundaria, ingresó en la Academia de Caballería de Valladolid. Obtuvo la graduación de alférez en 1919, siendo destinado a Barcelona, al Regimiento de Caballería Santiago n.º 1. Poco después fue voluntario al protectorado español de Marruecos, ingresando en los Regulares, con guarnición en Alcazarquivir. Resultó herido 3 veces y regresó a la península en 1923, reincorporándose a su destino en el regimiento de Santiago en Barcelona. En 1926 fue ascendido a capitán. En 1930 abandonó el ejército e ingresó en los Mozos de Escuadra (entonces una policía de carácter básicamente rural mantenida por la Diputación Provincial de Barcelona), siendo nombrado jefe de una de las 3 escuadras del cuerpo, la de la Garriga. 

### II República
En abril de 1931 fue proclamada la II República Española y Escofet se puso a las órdenes de Francesc Macià cuando este proclamó la República Catalana y ese mismo mes fue nombrado jefe de los Mozos de Escuadra. Al hacerse cargo el comandante Pérez Farrás del mando de los Mozos de Escuadra, Escofet fue nombrado ayudante del presidente de la Generalidad, Maciá.
Se inició en la masonería en 1932, en la logia Democracia nº 9, de Barcelona, perteneciente al Gran Consejo Federal Simbólico del Gran Oriente Español, aunque su actividad masónica no fue relevante y en 1934 se le concedió licencia por sus "muchas ocupaciones profanas".
El 6 de octubre de 1934 fue nombrado por el presidente Lluís Companys Comisario General de Orden Público y al producirse la insurrección de la Generalidad y la proclamación del Estado Catalán por parte del presidente Companys, Escofet defendió el Palacio de la Generalidad de Cataluña frente al ataque de las tropas destacadas por el general Batet. Tras rendirse el palacio, fue hecho prisionero y encarcelado en el castillo de Montjuic. Fue sometido a consejo de guerra y condenado a muerte, pero la pena le fue conmutada por la de cadena perpetua, gracias a la intervención del presidente Alcalá Zamora. Con el triunfo del Frente Popular fue liberado y, al ser restaurada la Generalidad, el 26 de junio de 1936 el presidente Companys lo nombró de nuevo Comisario General de Orden Público, por considerarlo un hombre leal ante la inminencia del golpe de Estado por parte de algunos sectores del Ejército.

### Guerra civil española
Escofet tuvo una contribución destacada en el fracaso de la insurrección en Barcelona en julio de 1936.
Acusado por los anarquistas de ser enemigo de la República (al parecer por haber ayudado a unos religiosos a huir al extranjero), el presidente Companys lo envió a Francia. Volvió en 1937, siendo ascendido a comandante y nombrado jefe de Estado Mayor de la Brigada de Caballería del frente de Aragón (la 4.ª Brigada de Caballería), donde resultó herido 2 veces e interviniendo en varias operaciones en dicho frente: la Ofensiva de Zaragoza (agosto-septiembre) y la Batalla de Teruel (diciembre). Tras el hundimiento del frente de Cataluña, en febrero de 1939 pasó la frontera francesa junto a Companys.

### Etapa en el exilio
Tras pasar por el campo de concentración de Argelès-sur-Mer, se exilió en Bruselas junto a su amante Carmen Trilla, y fue ministro del gobierno de la República en el exilio hasta 1962. Dicho gobierno lo ascendió a teniente coronel y le concedió la Maestranza de la Orden de Liberación. Regresó a España en 1978, instalándose en Barcelona. El 9 de febrero de 1983, el ayuntamiento de Cadaqués lo nombró hijo adoptivo de aquella población. Murió en Barcelona en 1987.

## Memorias
En 1973 escribió un libro de memorias titulado Al servicio de Cataluña y de la República. En 1984, ya en España, publicó De una derrota a una victoria: 6 de octubre de 1934-19 de julio de 1936. Escofet es una de las personas que dieron testimonio sobre la Guerra Civil en la película de Jaime Camino La vieja memoria.